# Jeannette Charles
Jeannette Charles (Londres, 15 de octubre de 1927-Great Baddow, Essex, 2 de junio de 2024) fue una actriz británica conocida principalmente por ser la doble de la Reina Isabel II.

## Vida y carrera
Jeanette Charles intentó hacer carrera como actriz en teatros de menor tamaño en la década de 1950. Rechazó estudiar en la Real Academia de Arte Dramático debido a consideraciones financieras y al hecho de que su parecido con la Reina Isabel II ya llamaba la atención en ese entonces, lo que probablemente le habría impedido obtener otros roles. En su lugar, trabajó como secretaria y au pair antes de formar una familia y ser ama de casa. Después de posar para un retrato de la artista Jane Thornhill en 1972, que Thornhill envió a la Exposición de Verano de la Real Academia como una broma, la imagen fue inicialmente confundida con un retrato real de la Reina. Cuando se hizo público este hecho, la historia se difundió en los medios y Jeannette Charles se dio cuenta de que podía hacer una carrera de su parecido con la Reina.
Durante las décadas siguientes, interpretó a la Reina en varias películas, series de televisión y programas. Interpretó a la Reina en The Rutles, la parodia de Eric Idle de The Beatles, y apareció con él en Saturday Night Live en la televisión estadounidense. Su aparición más conocida como la Reina Isabel fue junto a Leslie Nielsen en la clásica comedia Die nackte Kanone. Además, actuó en Austin Powers in Goldständer junto a Mike Myers y en Hilfe, die Amis kommen con Chevy Chase. También apareció como la Reina en campañas publicitarias, incluidas las de bandas como The Who, Status Quo y Queen. En Alemania, tuvo una aparición en Loriots Telecabinet en 1974 y fue invitada por Rudi Carrell al programa Am laufenden Band en 1976. Podía ser contratada para eventos privados y públicos donde interpretaba a la Reina.
Charles publicó el libro The Queen and I en 1986. En 2014, anunció su retiro debido a una enfermedad de artritis. Jeannette Charles falleció el 2 de junio de 2024 en Great Baddow, Essex, a la edad de 96 años.

## Filmografía (selección)

### Cine
- 1976: Secrets of a Superstud.[8]
- 1976: Queen Gorilla.[8]
- 1985: Hilfe, die Amis kommen (National Lampoon’s European Vacation).[8]
- 1988: Die nackte Kanone (The Naked Gun: From the Files of Police Squad!).[8]
- 2002: Austin Powers in Goldständer (Austin Powers in Goldmember).[8]
- 2003: Was Mädchen wollen (What a Girl Wants).[8]

### Televisión
- 1974: Loriots Telecabinet.[8]
- 1975: Rutland Weekend Television.[8]
- 1977: Saturday Night Live (episodio de TV).[8]
- 1978: The Rutles.[8]
- 1978: Mrs. Baxter (episodio de TV).[8]
- 1979: Q5 (episodio de TV).[8]
- 1986: If Tomorrow Comes (episodio de TV).[8]
- 1987: Tickets for the Titanic (episodio de TV).[8]
- 1989: Day by Day (episodio de TV).[8]
- 1990: Never the Twain (episodio de TV).[8]
- 1992: Tatort: Tod eines Wachmanns.[8]
- 1995: Shining Time Station (episodio de TV).[8]
- 2007: MythBusters – Die Wissensjäger (episodio de TV).[8]